# فرد س. تاكر
فرد س. تاكر (بالإنجليزية: Fred C. Tucker) هو شخصية أعمال أمريكي، ولد في 1918 في إنديانابوليس في الولايات المتحدة، وتوفي بنفس المكان في 10 ديسمبر 1994.